# Željeznica (Ivanec)
Željeznica je naseljeno mjesto u Republici Hrvatskoj u Varaždinskoj županiji. Lokalno stanovništvo ne ističe Željeznicu kao zasebno naselje nego zajedno s  Ivanečkom Željeznicom kao jednu cjelinu.

## Zemljopis
Administrativno je u sastavu grada Ivanca. Naselje se proteže na površini od 2,58 km². 

## Stanovništvo
Prema popisu stanovništva iz 2001. godine u Željeznici živi 145 stanovnika i to u 43 kućanstva. Gustoća naseljenosti iznosi 56,20 st./km².
| broj stanovnika | 41    | 45    | 62    | 72    | 79    | 106   | 124   | 191   | 227   | 219   | 190   | 184   | 196   | 165   | 145   | 134   | 94    |
|                 | 1857. | 1869. | 1880. | 1890. | 1900. | 1910. | 1921. | 1931. | 1948. | 1953. | 1961. | 1971. | 1981. | 1991. | 2001. | 2011. | 2021. |